# Patan (Guyarat)
Patan (en guyaratí: પાટણ ) es una ciudad de la India, capital del distrito de Patan, en el estado de Guyarat. Patan, una antigua ciudad fortificada, fue fundada en el año 745 por Vanraj Chavda, el rey más prominente del reino Chavda. Llamó a la ciudad «Anhilpur Patan» o «Anhilwad Patan» en honor a su amigo íntimo y primer ministro Anhil Gadariya. Es un lugar histórico ubicado en la orilla del río Saraswati.
Destaca en la ciudad el Rani ki vav, un baori o pozo escalonado añadido a la lista del Patrimonio de la Humanidad por la  UNESCO el 22 de junio de 2014.

## Historia

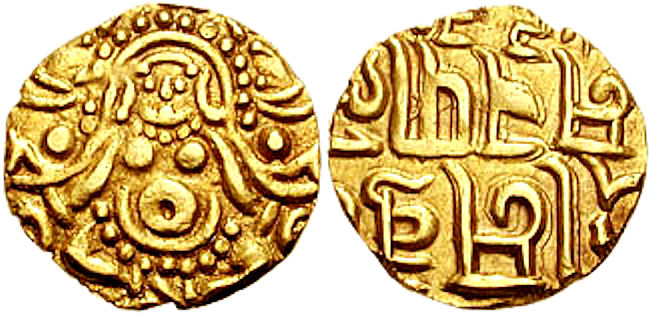
Moneda de los chaulukyas de Anahillapataka (Patan), rey Kumarapala, c. 1145.

Patan fue establecida por el gobernante de los chapotkatas Vanaraja en el siglo VIII como Anahilapataka. Durante los siglos X-XIII, la ciudad fue la capital de los chaulukyas, quienes sucedieron a los chapotkatas. El historiador estadounidense Tertius Chandler estima que Anhilwara (Patan fue construida sobre esta antigua ciudad) era la décima ciudad más grande del mundo en el año 1000, con una población de aproximadamente 100 000 habitantes.
El general de Muhammed y más tarde sultán de Delhi, Qutb-ud-din Aybak, saqueó la ciudad entre 1200 y 1210, y fue destruido por Allauddin Khilji en 1298. La moderna ciudad de Patan surgió más tarde cerca de las ruinas de Anhilwara. Entre 1304 y 1411, primero Patan fue la sede de la Suba en el sultanato de Delhi y ciudad capital del sultanato de Gujarat después del colapso del sultanato de Delhi a fines del siglo XIV. Estos Subas construyeron una nueva fortaleza, una gran parte de la cual (junto con algunas de las puertas) sigue intacta. El antiguo fuerte del reino hindú está casi derruido y solo se puede ver un muro en el camino desde Kalka a  Rani ki vav. En 1411, el sultán Ahmed Shah I trasladó la capital a Ahmedabad.
Patan formó parte del estado de Baroda desde mediados del siglo XVIII hasta la independencia de la India en 1947, cuando Baroda se convirtió en parte del estado de Bombay, que en 1960 fue separado en Gujarat y Maharashtra.
Se ve la valentía de Vanaraja Sinh y su imperio en 700-800: construyó la capital del estado sobre llanuras del norte de Gujarat. No hay colinas, no hay grandes fortificaciones. Se dijo que durante su mandato en el oeste y norte de la India no había un eje de poder similar.

## Rani ki vav

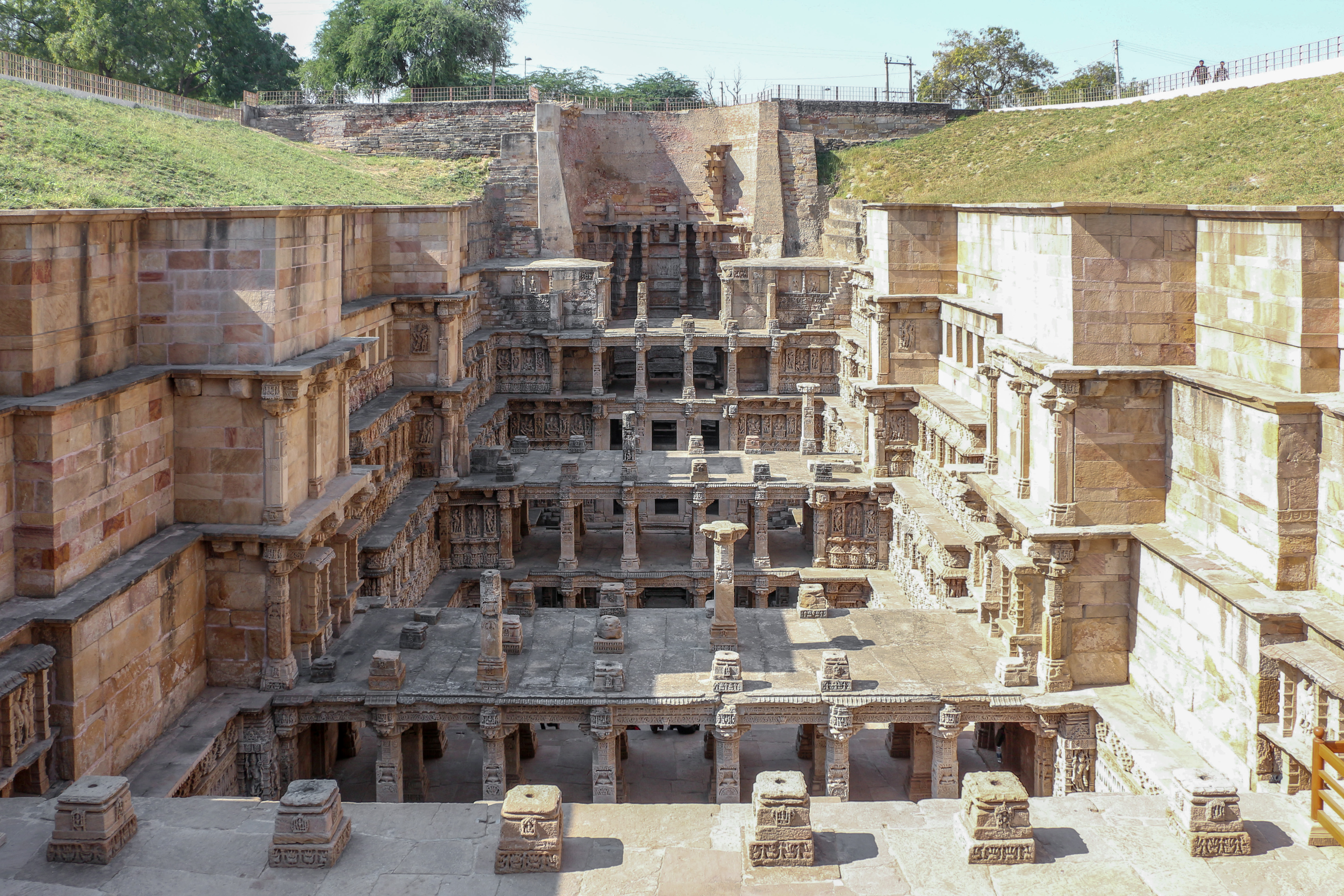
Rani ki vav.

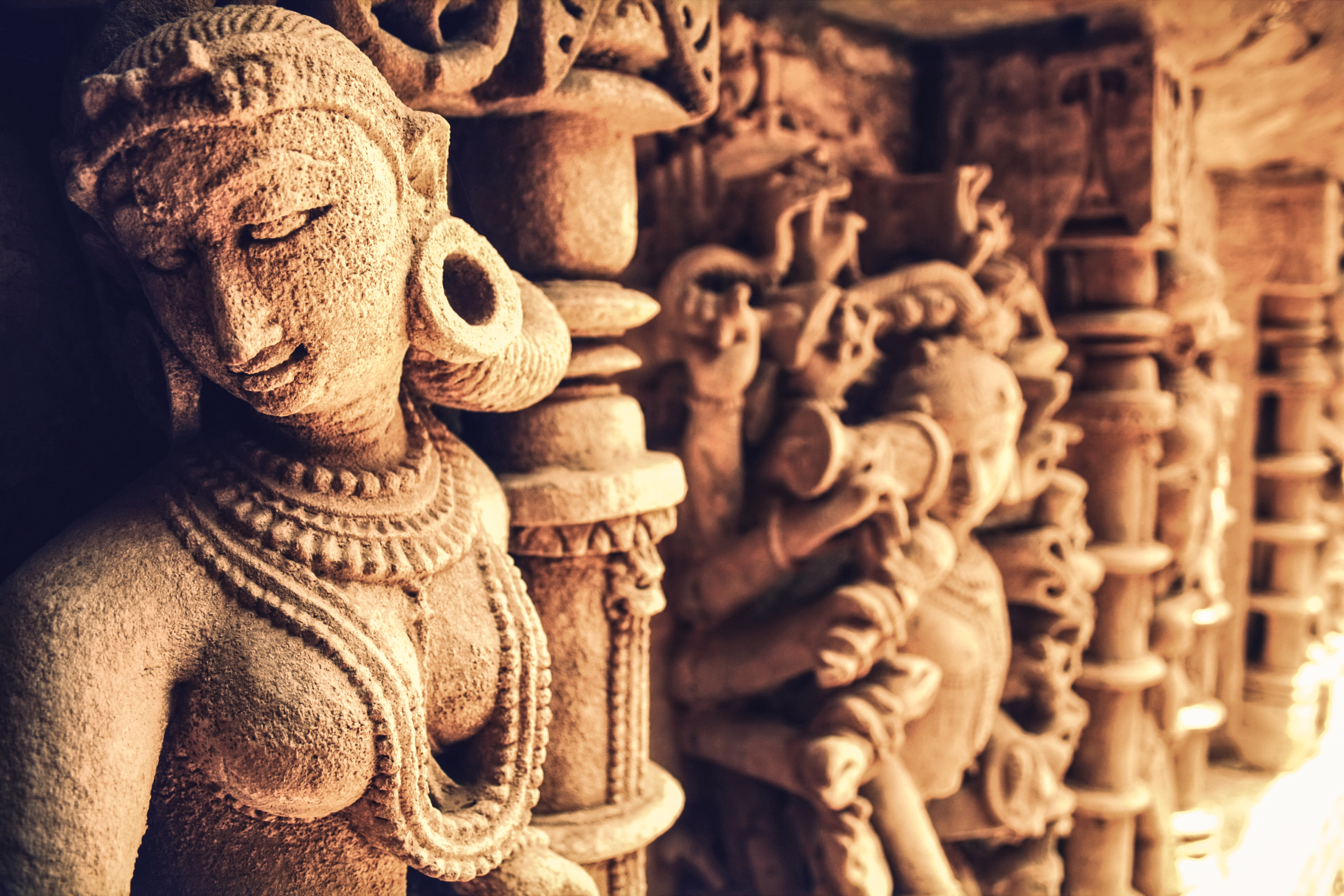
Ninfas ricamente esculpidas en las paredes del Rani ki Vav, un pozo de 1000 años.

Durante el período de la dinastía Chaulukya o los Solanki de Patan, se construyó la cisterna o pozo escalonado llamado Rani ki vav o Ran-ki vav  ('cisterna escalonada de la reina'). Es un monumento ricamente esculpido, construido por Udaymati en memoria de su esposo, Bhima I (1022-1063).
Probablemente fue completado por Udaymati y Karna después de su muerte. Una referencia a la construcción por Udaymati del monumento se encuentra en el  'Prabandha-Chintamani'  compuesto por Merutunga Suri en 1304.

## Geografía
Se encuentra a una altitud de 87 m s. n. m. a 110 km de la capital estatal, Gandhinagar, en la zona horaria UTC +5:30.

## Demografía
Según estimación 2011 contaba con una población de 125 027 habitantes.